# 52-я гаубичная артиллерийская бригада
52-я гаубичная артиллерийская Будапештская Краснознамённая, орденов Богдана Хмельницкого и Александра Невского бригада — тактическое соединение Рабоче-крестьянской Красной армии.
Сокращённое наименование — 52 габр.
В годы Великой Отечественной войны находилась в составе 16-й артиллерийской дивизии прорыва.

## История
52-я гаубичная артиллерийская бригада создана в 1943 году.
52-я гаубичная артиллерийская бригада входила в состав действующей армии в периоды:
- 17 февраля 1943 — 14 апреля 1943;
- 26 мая 1943 — 11 мая 1945.

В 1973 году 52-я гаубичная артиллерийская бригада развёрнута в 55-ю артиллерийскую дивизию Одесского военного округа с сохранением преемственности. После 1991 года вошла в состав Сухопутных войск Украины., в 2005 году её правопреемником стала 55-я артиллерийская бригада Вооружённых сил Украины.

## Состав

### 1989 год
Состав 55-й артиллерийской дивизии (в/ч 07861) Одесского военного округа:
- управление (г. Запорожье)
- 371-я реактивная артиллерийская бригада (г. Запорожье) (48 9А52 «Смерч»)
- 701-й гаубичный артиллерийский полк (г. Запорожье) (48 Д-30)
- 707-й тяжёлый гаубичный артиллерийский полк (Новая Александровка) (48 Д-20)
- 738-й пушечный артиллерийский полк (Новая Александровка) (48 2А36)
- 751-й противотанковый артиллерийский полк (г. Запорожье) (свёрнут)
- ОВКР (г. Запорожье)[3][4]